# Crateromys heaneyi
Crateromys heaneyi  (Gonzales & Kennedy, 1996) è un roditore della famiglia dei Muridi endemico dell'isola di Panay, nelle Filippine.

## Descrizione

### Dimensioni
Roditore di grandi dimensioni, con la lunghezza della testa e del corpo tra 279 e 280 mm, la lunghezza della coda tra 300 e 340 mm, la lunghezza del piede tra 60 e 67 mm e la lunghezza delle orecchie tra 20 e 24 mm.

### Aspetto
La pelliccia è lunga, densa e soffice. Le parti dorsali sono bruno-grigiastre, mentre le parti ventrali sono più grigiastre e con una striscia brunastra che attraversa il petto e l'addome. Il muso è corto, paffuto ed appuntito con le guance bruno-grigiastre, gli occhi relativamente piccoli, circondati da anelli di pelli più chiara e le orecchie corte e arrotondate. Le vibrisse sono lunghe e nere. Sulla nuca è presente una cresta di lunghi peli. Il dorso delle zampe è nerastro, i palmi e le piante sono privi di peli e rosati. Le dita sono munite di artigli chiari, affilati e ricurvi. La coda è più lunga della testa e del corpo ed è densamente ricoperta di lunghi peli nerastri.

## Biologia

### Comportamento
È una specie arboricola e notturna. Si rifugia in alberi cavi.

### Alimentazione
Si nutre di frutta e foglie.

### Riproduzione
Le femmine danno alla luce un piccolo alla volta.

## Distribuzione e habitat
Questa specie è endemica dell'isola di Panay nelle Filippine.
Vive nelle foreste primarie tropicali di pianura e nelle foreste pluviali secondarie sempreverdi fino a 400 metri di altitudine.

## Conservazione
La IUCN Red List, considerato l'areale limitato e frammentato e il continuo declino nella qualità del proprio habitat, classifica C.heaneyi come specie in pericolo (EN).